# Мргастан
Мргастан (арм. Մրգաստան) — село в Армавирской области Армении.

## География
Село расположено в северо-восточной части марза, на левом берегу реки Касах, к западу от автодороги , на расстоянии 28 километров к северо-востоку от города Армавир, административного центра области. Абсолютная высота — 900 метров над уровнем моря.
Климат
Климат характеризуется как семиаридный (BSk в классификации климатов Кёппена). Среднегодовая температура воздуха составляет 11,9 °C. Средняя температура самого холодного месяца (января) составляет −3 °С, самого жаркого месяца (июля) — 25,2 °С. Расчётная многолетняя норма атмосферных осадков — 311 мм. Наибольшее количество осадков выпадает в мае (53 мм).

## Население
| Год переписи | Население          | Население          | Население          | Население            | Население            | Население            |
| Год переписи | Наличное население | Наличное население | Наличное население | Постоянное население | Постоянное население | Постоянное население |
| Год переписи | Всего              | Мужчины            | Женщины            | Всего                | Мужчины              | Женщины              |
| ------------ | ------------------ | ------------------ | ------------------ | -------------------- | -------------------- | -------------------- |
| 2001         | 944                | 454                | 490                | 960                  | 464                  | 496                  |
| 2011         | 929                | 444                | 485                | 957                  | 461                  | 496                  |